# Kandydat nauk

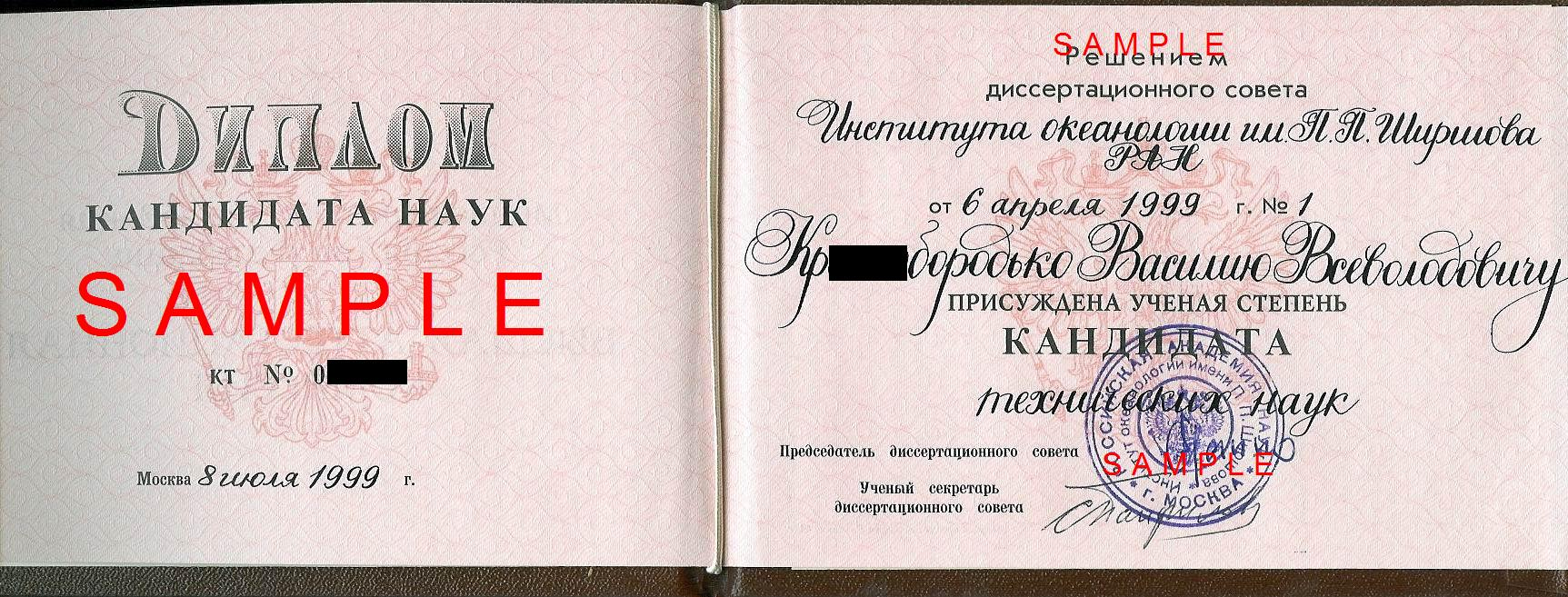
Rosja: Dyplom kandydata nauk

Kandydat nauk (ros. кандидат наук, cz. kandidát věd) – w Rosji i krajach byłego ZSRR stopień naukowy niższy od stosowanego tam stopnia doktora nauk (odpowiednika polskiego  doktora habilitowanego), odpowiadający polskiemu stopniowi naukowemu doktora, nadawany po aspiranturze (studia doktoranckie) i przeprowadzeniu przewodu oraz obronie dysertacji.
W Imperium Rosyjskim istniał od czasów panowania imperatora Piotra I Wielkiego do roku 1917, zlikwidowany przez władze radzieckie, został wprowadzony ponownie w 1934. Po II wojnie światowej wprowadzony w niektórych państwach bloku wschodniego (m.in. w PRL w latach 1951–1958). Stopień nadawany w Rosji i innych państwach WNP (m.in. Białoruś i Ukraina) oraz w Bułgarii.
W Czechosłowacji wprowadzony na wzór sowiecki dekretem z 1953, nadawany był do 1998.
Stopień naukowy w niektórych krajach skandynawskich, niższy od stopnia naukowego doktora.